# Еріка Делоун
Еріка Делоун (англ. Erika deLone, нар. 14 жовтня 1972) — колишня американська тенісистка.
Здобула дев'ять одиночних та дев'ять парних титулів туру ITF, один парний туру WTA.
Найвищу одиночну позицію світового рейтингу — 65 місце досягла 10 квітня 2000, парну — 45 місце — 4 грудня 2000 року.
Завершила кар'єру 2003 року.
Професійною тенісисткою була також її сестра Емі Делоун.

## Фінали турнірів WTA
| Легенда       |
| ------------- |
| Tier I (0–0)  |
| Tier II (0–0) |
| Tier III (1–) |
| Tier IV (0–1) |

### Одиночний розряд: 1 (1 поразка)
| Результат | Дата             | Турнір                                     | Покриття | Опонент      | Рахунок  |
| Поразка   | 8 листопада 1999 | Commonwealth Bank Tennis Classic, Малайзія | Тверде   | Оса Свенссон | 2–6, 4–6 |

### Парний розряд: 2 (1 титул, 1 поразка)
| Результат | Дата           | Турнір                                                               | Покриття | Партнер      | Опоненти                        | Рахунок          |
| Поразка   | 26 квітня 1993 | Jakarta Open, Індонезія                                              | Тверде   | Емі Делоун   | Ніколь Арендт Крістін Кунс      | 3–6, 4–6         |
| Перемога  | 19 червня 2000 | Rosmalen Grass Court Championships, Нідерландські Антильські острови | Трава    | Ніколь Пратт | Кетрін Берклей Каріна Габшудова | 7–6(4), 4–3 ret. |

## Фінали ITF
| Турніри $100,000 |
| Турніри $75,000  |
| Турніри $50,000  |
| Турніри $25,000  |
| Турніри $10,000  |

### Одиночний розряд: 12 (9–3)
| Результат | №   | Дата           | Турнір                    | Покриття   | Опонент           | Рахунок             |
| Перемога  | 1.  | 14 грудня 1992 | ITF Kooyong, Австралія    | Трава      | Елізабет Смайлі   | 7–5, 7–5            |
| Поразка   | 2.  | 21 травня 1995 | ITF Bordeaux, Франція     | Ґрунт      | Генрієта Надьова  | 1–6, 3–6            |
| Перемога  | 3.  | 17 липня 1995  | ITF Wilmington, U.S.      | Тверде     | Christine Neumann | 3–6, 6–1, 6–3       |
| Поразка   | 4.  | 11 серпня 1997 | ITF Bronx, U.S.           | Тверде     | Рейчел Макквіллан | 1–6, 4–6            |
| Перемога  | 5.  | 12 квітня 1999 | ITF Las Vegas, U.S.       | Тверде     | Гіла Розен        | 6–3, 6–2            |
| Перемога  | 6.  | 3 травня 1999  | ITF Sarasota, U.S.        | Ґрунт      | Ніколь Пратт      | 7–6(6), 6–7(7), 7–5 |
| Перемога  | 7.  | 10 травня 1999 | ITF Midlothian, U.S.      | Ґрунт      | Аннабел Еллвуд    | 6–3, 6–4            |
| Перемога  | 8.  | 12 липня 1999  | ITF Morristown, U.S.      | Тверде     | Ніколь Пратт      | 7–5, 7–6(7–1)       |
| Поразка   | 9.  | 19 липня 1999  | ITF Peachtree City, U.S.  | Тверде     | Аліна Жидкова     | 7–6(1), 6–7(0), 4–6 |
| Перемога  | 10. | 22 серпня 1999 | ITF Bronx, U.S.           | Тверде     | Ельс Калленс      | 6–1, ret.           |
| Перемога  | 11. | 29 січня 2002  | ITF Rockford, U.S.        | Тверде (i) | Брі Ріппнер       | 2–6, 6–4, 7–6(1)    |
| Перемога  | 12. | 19 травня 2002 | ITF Charlottesville, U.S. | Тверде     | Єлена Янкович     | 6–2, 6–4            |

### Парний розряд: 17 (9–8)
| Результат | №   | Дата            | Турнір                    | Покриття   | Партнер             | Опоненти                          | Рахунок             |
| --------- | --- | --------------- | ------------------------- | ---------- | ------------------- | --------------------------------- | ------------------- |
| Поразка   | 1.  | 24 жовтня 1988  | ITF Montevideo, Уругвай   | Ґрунт      | Елікс Крік          | Маріель Ройманс Ніколетте Ройманс | 2–6, 2–6            |
| Перемога  | 2.  | 19 червня 1989  | ITF Brindisi, Італія      | Ґрунт      | Флоренсія Лабат     | Нанне Дальман Ренне Стаббс        | 6–3, 7–6            |
| Поразка   | 3.  | 21 травня 1995  | ITF Bordeaux, Франція     | Ґрунт      | Ніколь Пратт        | Седа Норландер Гелена Вілдова     | 3–6, 1–6            |
| Перемога  | 4.  | 15 липня 1996   | ITF Wilmington, U.S.      | Тверде     | Ніколь Пратт        | Морін Дрейк Мейлен Ту             | 7–5, 7–6(2)         |
| Поразка   | 5.  | 30 вересня 1996 | ITF Newport Beach, U.S.   | Тверде     | Ніколь Пратт        | Мерседес Пас Рене Сімпсон         | 3–6, 1–6            |
| Перемога  | 6.  | 21 квітня 1997  | ITF Monterrey, Мексика    | Тверде     | Луїс Флемінг        | Stephanie Mabry Брі Ріппнер       | 7–6(3), 3–6, 7–6(3) |
| Перемога  | 7.  | 2 червня 1997   | ITF Tashkent, Узбекистан  | Тверде     | Ніколь Пратт        | Алісія Ортуньйо Гіла Розен        | 6–3, 6–1            |
| Поразка   | 8.  | 15 лютого 1998  | ITF Midland, U.S.         | Тверде (i) | Ольга Барабанщикова | Кетрін Берклей Керрі-Енн Г'юз     | 2–6, 4–6            |
| Перемога  | 9.  | 20 квітня 1998  | ITF Індіяn Hill, U.S.     | Тверде     | Каті Шлукебір       | Кім Грант Джолен Ватанабе         | 6–4, 4–6, 6–3       |
| Поразка   | 10. | 5 жовтня 1998   | ITF Albuquerque, U.S.     | Тверде     | Ніколь Пратт        | Рейчел Макквіллан Міягі Нана      | 6–7(5), 2–6         |
| Поразка   | 11. | 12 жовтня 1998  | ITF Індіяn Wells, U.S.    | Тверде     | Каті Шлукебір       | Ліндсей Лі-Вотерс Павліна Нола    | 0–6, 7–6(4), 1–6    |
| Перемога  | 12. | 5 квітня 1999   | ITF Fresno, U.S.          | Тверде     | Аннабел Еллвуд      | Kim Grant Крістіна Тріска         | 7–5, 7–5            |
| Перемога  | 13. | 18 квітня 1999  | ITF Las Vegas, U.S.       | Тверде     | Аннабел Еллвуд      | Хіракі Ріка Ліза Макші            | 7–6(4), 6–2         |
| Поразка   | 14. | 16 травня 1999  | ITF Midlothian, U.S.      | Ґрунт      | Аннабел Еллвуд      | Нанні де Вільєрс Джессіка Стек    | 4–6, 0–6            |
| Поразка   | 15. | 3 квітня 2000   | ITF West Palm Beach, U.S. | Ґрунт      | Ніколь Пратт        | Хіракі Ріка Йосіда Юка            | 6–1, 0–6, 6–7(5)    |
| Перемога  | 16. | 30 липня 2001   | ITF Vancouver, Канада     | Тверде     | Рената Колбовіч     | Петра Рампре Ванесса Вебб         | 2–6, 6–4, 6–4       |
| Перемога  | 17. | 19 травня 2002  | ITF Charlottesville, U.S. | Ґрунт      | Джессіка Стек       | Терін Ешлі Крістен Шлукебір       | 6–2, 2–6, 7–5       |